# Bundesstraße 6n
De B6n was een tot autosnelweg opgewaardeerde Bundesstraße.

## Geschiedenis
De B6n of (Nordharzautobahn) was een tot autosnelweg uitgebouwde bundesstraße.
De weg begon bij Goslar en liep via het Bad Harzburger Dreieck naar Dreieck Nordharz waar de A395 vanuit Braunschweig aansluit. Vanaf hier loopt de B6n via Wernigerode, Blankenburg en Quedlinburg, Aschersleben, Güsten en de aansluiting Bernburg waar hij de A14 Magdeburg/Leipzig kruist naar Bernburg.
B6n was de officiële benaming voor deze weg, hoewel die op de borden als B6 aangegeven stond.
De B6n werd een 'gele snelweg' (Duits: Gelbe Autobahn) genoemd, omdat de weg een autosnelwegkarakter had. De bewegwijzering is net zoals bij andere bundesstraßen in zwart op geel uitgevoerd. Het gehele traject is met 2x2 rijstroken uitgevoerd. Alle aansluitingen zijn ongelijkvloers en is er over het gehele traject in beide rijrichtingen een vluchtstrook aanwezig.
Oorspronkelijk zou de A36 over dit tracé lopen. Later is dit plan vervangen door een autobahnähnliche strasse, de B6n. Ten zuiden van de B6n is door de aanleg van deze weg is de B6 vervallen op dit gedeelte wordt de B6n op de borden gewoon als B6 aangegeven.
Over het traject tussen Dreieck Vienenburg en Aschersleben heeft men aan de zuidzijde uitzicht op de Harz en de hoogste berg van Noord-Duitsland, de Brocken. Het traject vanaf Knoopunt Nordharz is sinds 1 januari 2019 tot aan het Knooppunt Bernburg met de Bundesautobahn 14 onderdeel geworden van de Bundesautobahn 36. Het traject tussen Knooppunt Nordharz en Bad Harzburg is omgenummerd tot Bundesautobahn 369. 

## Planningen
De B6n vormde de complete tolvrije Noord-Harzverbinding (Bad Harzburg-Bernburg). Ook het stuk B6 tussen Goslar, de aansluiting Bad Harzburg en Dreieck Nordharz viel onder de B6n de hoofdweg B4 vanuit Braunlage aan te sluiten op de Noord-Harzverbinding.
Uiteindelijk diende de B6n als alternatieve route voor het verkeer vanuit Hannover naar Halle en Leipzig. De A2 (Hannover-Berlijn) is daardoor iets ontlast.

## Verlenging
Er zijn plannen om de B6n vanaf Bernburg als 2+1-strooksweg met wisselende inhaalrichting, maar zonder vluchtstrook en met gelijkvloerse kruisingen door te trekken tot bij Bad Düben. De A9 zal ten westen van Wolfen, ongeveer 5 kilometer ten zuiden Dessau-Süd, met een knooppunt gekruist worden.
Een verlenging richting Brandenburg is vooralsnog geen sprake van.
Er zijn plannen om de B6n naar het westen te trekken en hem op de A7 aan te sluiten.
B1 · B3 · B3n · B4 · B5 · B6 · B6n · B27 · B51 · B61 · B64 · B65 · B68 · B69 · B70 · B71 · B72 · B73 · B74 · B74n · B75 · B79 · B80 · B82 · B83 · B188 · B190n · B191 · B195 · B207 · B209 · B210 · B211 · B212 · B213 · B214 · B215 · B216 · B217 · B218 · B238 · B239 · B240 · B241 · B242 · B243 · B243a · B244 · B245a · B247 · B248 · B322 · B401 · B402 · B403 · B404 · B408 · B431 · B433 · B434 · B435 · B436 · B437 · B438 · B439 · B440 · B441 · B442 · B443 · B444 · B445 · B446 · B447 · B461 · B475 · B482 · B490 · B493 · B494 · B495 · B496 · B497 · B524 · B530
B1 · B2 · B4 · B6 · B6n · B7 · B19 · B27 · B62 · B71 · B71n · B79 · B80 · B81 · B84 · B85 · B86 · B87 · B88 · B89 · B90 · B91 · B92 · B93 · B94 · B95 · B96 · B97 · B98 · B99 · B100 · B101 · B107 · B115 · B156 · B169 · B170 · B171 · B172 · B172a · B172b · B173 · B174 · B175 · B176 · B178 · B180 · B181 · B182 · B183 · B183a · B184 · B185 · B186 · B187 · B187a · B188 · B189 · B190 · B190n · B242 · B243 · B244 · B245 · B245a · B246 · B246a · B247 · B248 · B248a · B249 · B250 · B278 · B280 · B281 · B282 · B283 · B285